# 切剑齿鬣兽属
切剑齿鬣兽属（学名：Falcatodon）为硕鬣兽科的一个属。

## 下属物种
本属包括以下物种：
- 舒氏切剑齿鬣兽 Falcatodon schlosseri